# Association française pour les règles de conception, de construction et de surveillance en exploitation des matériels des chaudières électro-nucléaires
L'Association française pour les règles de conception, de construction et de surveillance en exploitation des matériels des chaudières électro-nucléaires, ou AFCEN, est une association internationale créée en 1980 dont le but est d’élaborer des règles techniques appuyées sur la réalité des pratiques, le retour d’expérience industriel et le progrès des connaissances pour garantir le haut niveau de qualité et de sûreté que requiert l’exploitation des réacteurs nucléaires. À ce titre, cette association participe à la culture de sureté de l'AIEA .
Elle édite trois codes de conception : pour le domaine mécanique, le RCC-M (fabrication), le RSE-M (suivi en exploitation) et le RCC-MRx (hautes températures, réacteurs expérimentaux et fusion), un code, le RCC-E, pour le domaine électricité et contrôle commande, un code, le RCC-C, pour le combustible nucléaire, un code RCC-CW pour le génie civil, et un code, RCC-F pour l’incendie.
Sept sous-commissions mènent les activités techniques de l’AFCEN, en couvrant chacune le domaine correspondant à un code. Les sept sous-commissions actives sont :
- règles de conception et de construction des matériels mécaniques REP (RCC-M) ;
- règles de conception et de construction des matériels électriques (RCC-E) ;
- règles de conception et de construction du génie civil REP (RCC-CW) ;
- règles de conception et de construction des assemblages de combustible REP (RCC-C) ;
- règles de conception et de construction concernant l’incendie REP (RCC-F) ;
- règles de surveillance en exploitation des matériels mécaniques REP (RSE-M) ;
- règles de conception et de construction des matériels mécaniques des installations nucléaires applicables aux structures à haute température et à l’enceinte à vide ITER (RCC-MRx).

Ces commissions regroupent 830 experts de différents domaines (nucléaire, matériaux, BTP, électricité, etc.)
Depuis sa création, plus de 120 centrales ont été construites en suivant ces codes de fabrications, dont les 58 du parc nucléaire français. Les réacteurs de propulsion navale français suivent un référentiel spécifique, mais renvoyant au guide RCC-M. 57 réacteurs chinois, en construction ou en exploitation, suivent les recommandations AFCEN. Le choix de l’utilisation des codes AFCEN sur les projets nucléaires de la génération 2+ en Chine est d'ailleurs prescrit via une décision de la National Nuclear Safety Authority (NNSA) en 2007 (décision NNSA No 28). Des partenariats ont été signés en mars 2018 avec l'Inde, afin de mettre en place un centre de formation en collaboration avec Bureau Veritas, EDF et Larsen and Toubro.
Les principaux codes concurrents sont : le code américain ASME ; le code allemand KTA, qui a été utilisé pour les réacteurs construits par Siemens avant sa fusion avec Framatome, mais aussi pour le premier EPR; le code japonais JSME ; le canadien CSA ; le coréen KEA ; le code russe NIKIET.

## Membres
En 2018, 74 entreprises mondiales adhéraient à l'AFCEN, parmi lesquelles :
- EDF ;
- Framatome ;
- le CEA ;
- Le Bureau Veritas[8] ;
- Bouygues ;
- la société ITER ;
- EIFFAGE ;
- ENDEL ;
- Naval Group ;
- General Electric ;
- Rolls Royce ;
- Vinci ;
- Vattenfall ;
- Orano ;
- Hilti ;
- Doosan.